# Electra (Texas)
Electra é uma cidade localizada no estado norte-americano do Texas, no Condado de Wichita.

## Demografia
Segundo o censo norte-americano de 2000, a sua população era de 3168 habitantes.
Em 2006, foi estimada uma população de 2891, um decréscimo de 277 (-8.7%).

## Geografia
De acordo com o United States Census Bureau tem uma área de
6,3 km², dos quais 6,3 km² cobertos por terra e 0,0 km² cobertos por água.

## Localidades na vizinhança
O diagrama seguinte representa as localidades num raio de 32 km ao redor de Electra.